# Fox Stevenson
Stanley Stevenson Byrne, (Leeds, 25 januari 1993) beter bekend onder zijn artiestennaam Fox Stevenson (voorheen Stan SB) is een Engels muziekproducent, singer-songwriter en diskjockey van drum-'n-bass en bass house.

## Carrière
Stevenson begon belangstelling te krijgen voor elektronische dancemuziek in het begin van deze eeuw. Hij bood zijn muziek aan op de website Newgrounds. Hij was 16 jaar oud toen hij zijn eerste plaat maakte. Hij kreeg later meer bekendheid toen hij via het op YouTube gebaseerde Liquicity Records zijn eerste plaat liet opnemen. Zijn werken verschenen ook op het muziekplatform SoundCloud. In 2013 bracht hij zijn ep Endless uit en in 2013, toen hij voor Cloudhead Records tekende, kwam zijn ep All This Time uit. In 2014 sloeg een van zijn platen voor het eerst aan: Sweets (Soda Pop) haalde in zowel in België als in Nederland de hitlijsten.

## Hitnoteringen

### Singles
| Single met eventuele hitnotering(en) in de Nederlandse Top 40 | Datum van verschijnen | Datum van binnenkomst | Hoogste positie | Aantal weken | Opmerkingen                 |
| ------------------------------------------------------------- | --------------------- | --------------------- | --------------- | ------------ | --------------------------- |
| Sweets (Soda pop)                                             | 2014                  | 29-11-2014            | 13              | 18           | Nr. 16 in de Single Top 100 |
| Comeback                                                      | 2015                  | 26-12-2015            | tip10           | -            |                             |

| Single met hitnotering(en) in de Vlaamse Ultratop 50 | Datum van verschijnen | Datum van binnenkomst | Hoogste positie | Aantal weken | Opmerkingen |
| ---------------------------------------------------- | --------------------- | --------------------- | --------------- | ------------ | ----------- |
| Sweets (Soda pop)                                    | 2014                  | 20-12-2014            | 28              | 3            |             |